# 信州845
信州845（しんしゅうはちよんご）は、NHK長野放送局で平日 20:45 - 21:00（祝日を除く）に放送されている『NHKニュース』のローカル報道番組。

## 内容
- 20:45 - 20:56頃
  - 長野県のニュース、リポート

- 20:56頃 - 21:00
  - 気象情報

気象警報・注意報
各地の気温天気と降水確率
3時間ごとの各地の予報と気温
今日の気温と明日の気温
（長野・松本・飯田・諏訪・軽井沢）
週間予報

## 出演者
- 原則として主にNHK長野放送局所属のアナウンサーを中心に、東京アナウンス室より派遣されたアナウンサーや当局所属の契約キャスターも含め、シフト勤務で出演する。

## 放送時間
- 月曜日 - 金曜日：20:45 - 21:00
  - 祝日・年末年始は放送休止となり、20:55 - 21:00に東京のNHK本部・放送センター（以下、東京）から関東・甲信越地方向けの『ニュース・気象情報』を放送する（12月31日を除く）。
  - オリンピック期間中は『NHKニュース』に改題の上、5分繰り下げ・短縮（20:50 - 21:00）して放送する。
  - 2019年8月13日 - 16日・2020年8月11日 - 14日、12月28日は平日ではあるが休止し、代替として東京から『ニュース845（関東・甲信越地方向け）』を放送した[1][2]。